# Průrva Ploučnice

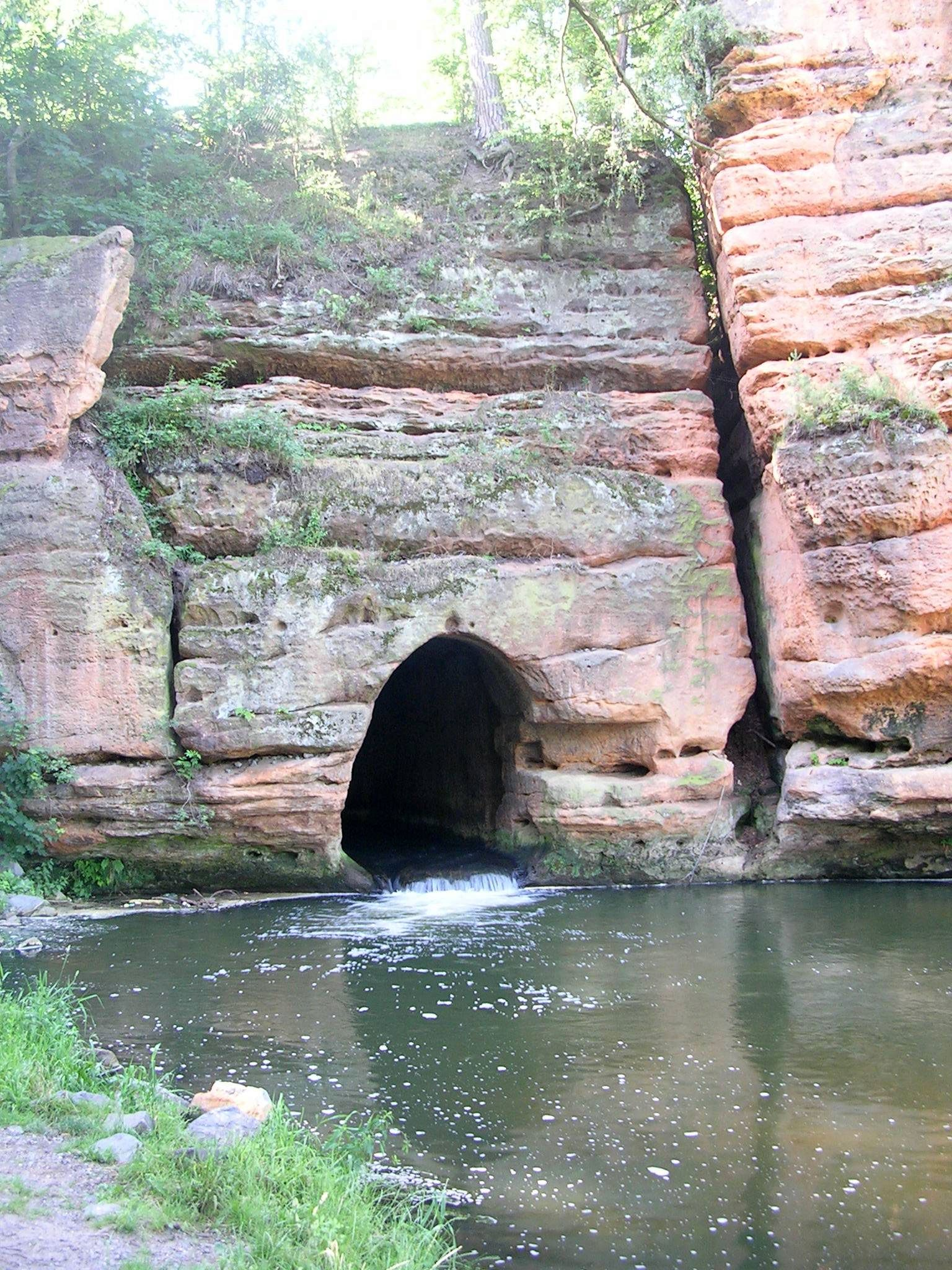
Průrva Ploučnice

Průrva Ploučnice (deutsch Polzendurchbruch, auch Höllenschlund, Donner- oder Teufelsloch) ist ein künstlich hergestellter unterirdischer Flusslauf der Ploučnice (Polzen) bei Noviny pod Ralskem (Neuland) in Nordböhmen (Tschechien). 

## Beschreibung
Über 150 Meter fließt die Ploučnice (Polzen) durch einen künstlichen Kanal, der teilweise unterirdisch in einem Tunnel mit einigen Lichtschächten verläuft. Gebaut wurde die Anlage im 16. Jahrhundert als Auslass eines Stausees. Bei Hochwasser begrenzt der Kanal die Durchflussmenge des Wassers und es kommt zu einem Rückstau. Überflutet werden dabei jedoch nur Wald- und Wiesenflächen, bebautes Gebiet ist davon nicht betroffen. Damit dient der Polzendurchbruch faktisch als natürlicher Hochwasserschutz.
Ähnliche Felskanäle befinden sich auch bei Doksy (Hirschberg), Zahrádky (Neugarten) und Holany (Hohlen). Bekannt sind dort der Münchner Schlucken (Mnichovská průrva), der Heidemühler Schlucken (Břehyňská průrva) und der Hirnsener Schlucken (Novozámecká průrva). 
Am 19. Dezember 1997 wurde der Polzendurchbruch als Kulturdenkmal unter staatlichen Schutz gestellt.

## Zugang
- Von der nahen Gemeinde Noviny pod Ralskem (Neulandl am Rollberge) ist der Průrva Ploučnice in wenigen Minuten zu erreichen
- Der Průrva Ploučnice liegt zudem an einem rot markierten Hauptwanderweg, welcher von Mimoň (Niemes) über den Ralsko (Roll) kommend weiter nach Stráž pod Ralskem (Wartenberg) führt.

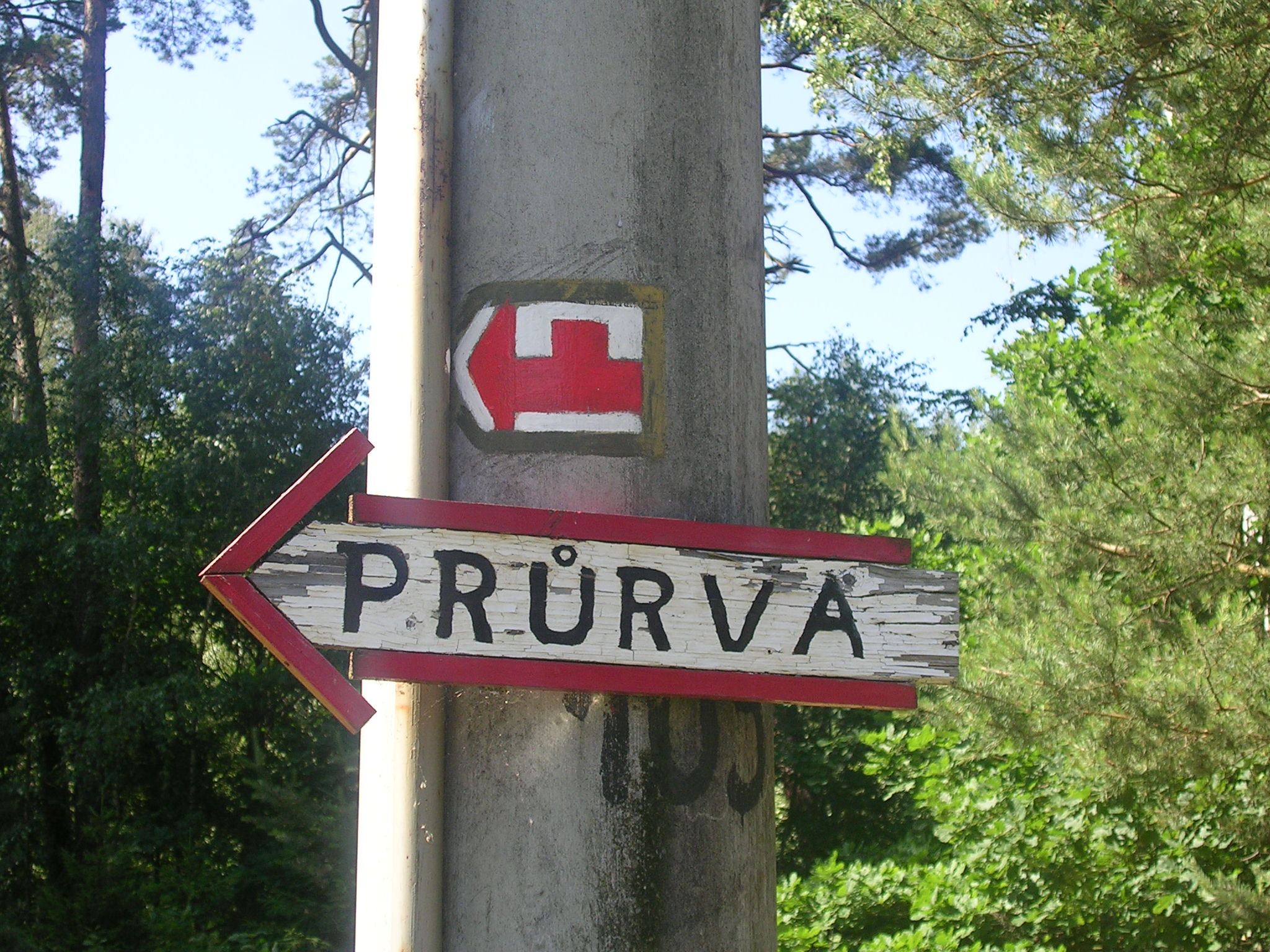
Wegweiser
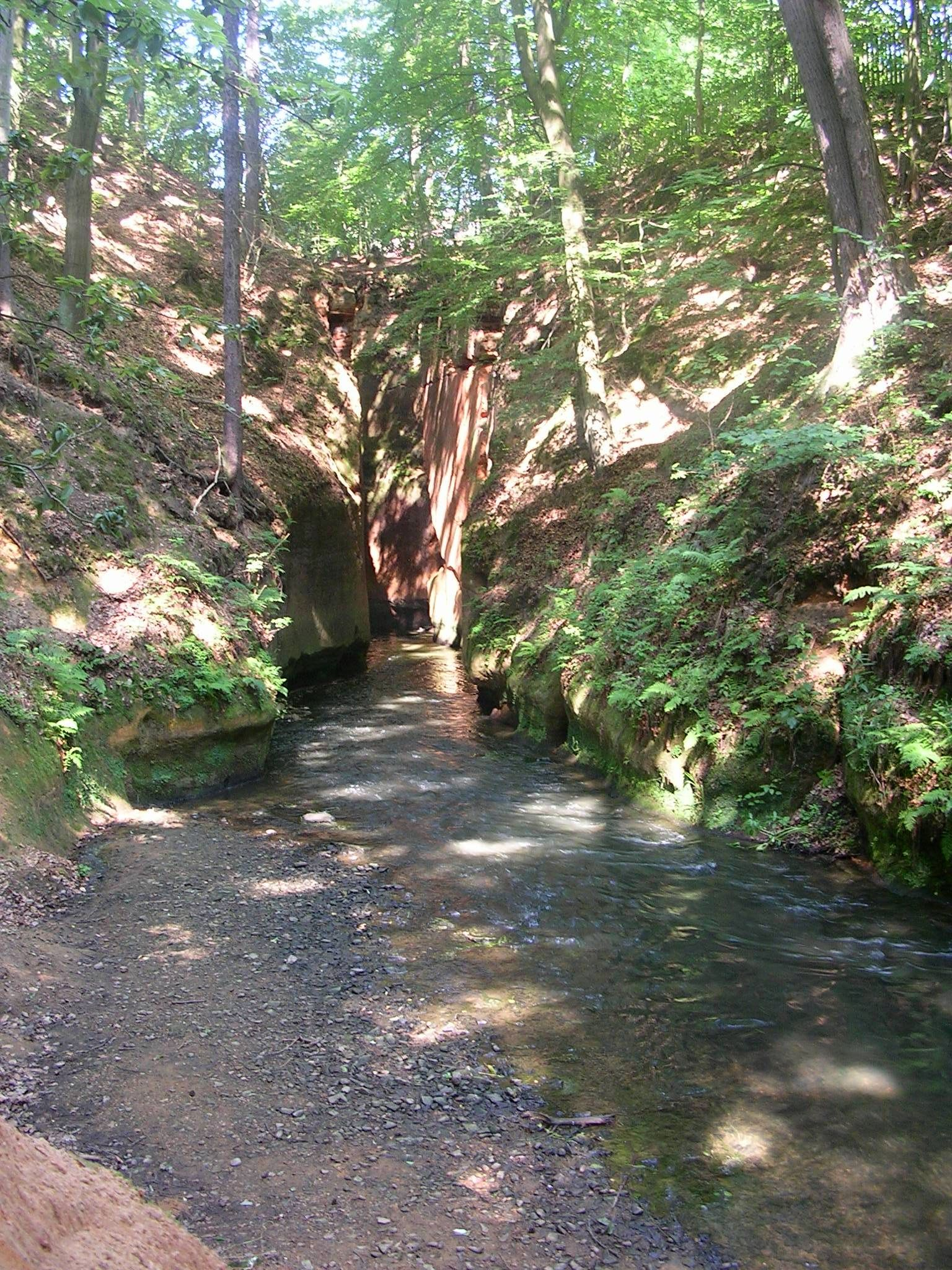
Einmündung
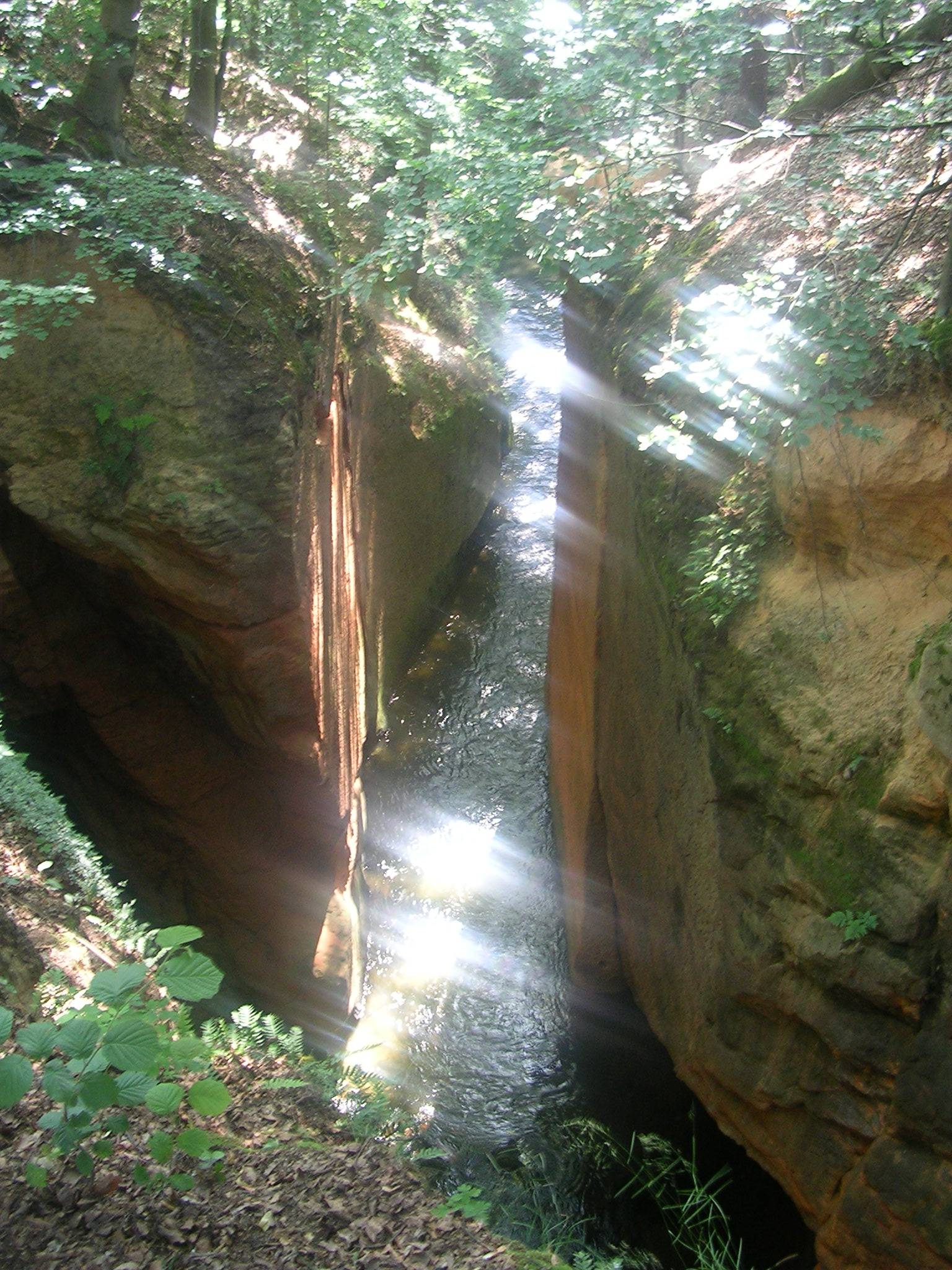
Schlucht
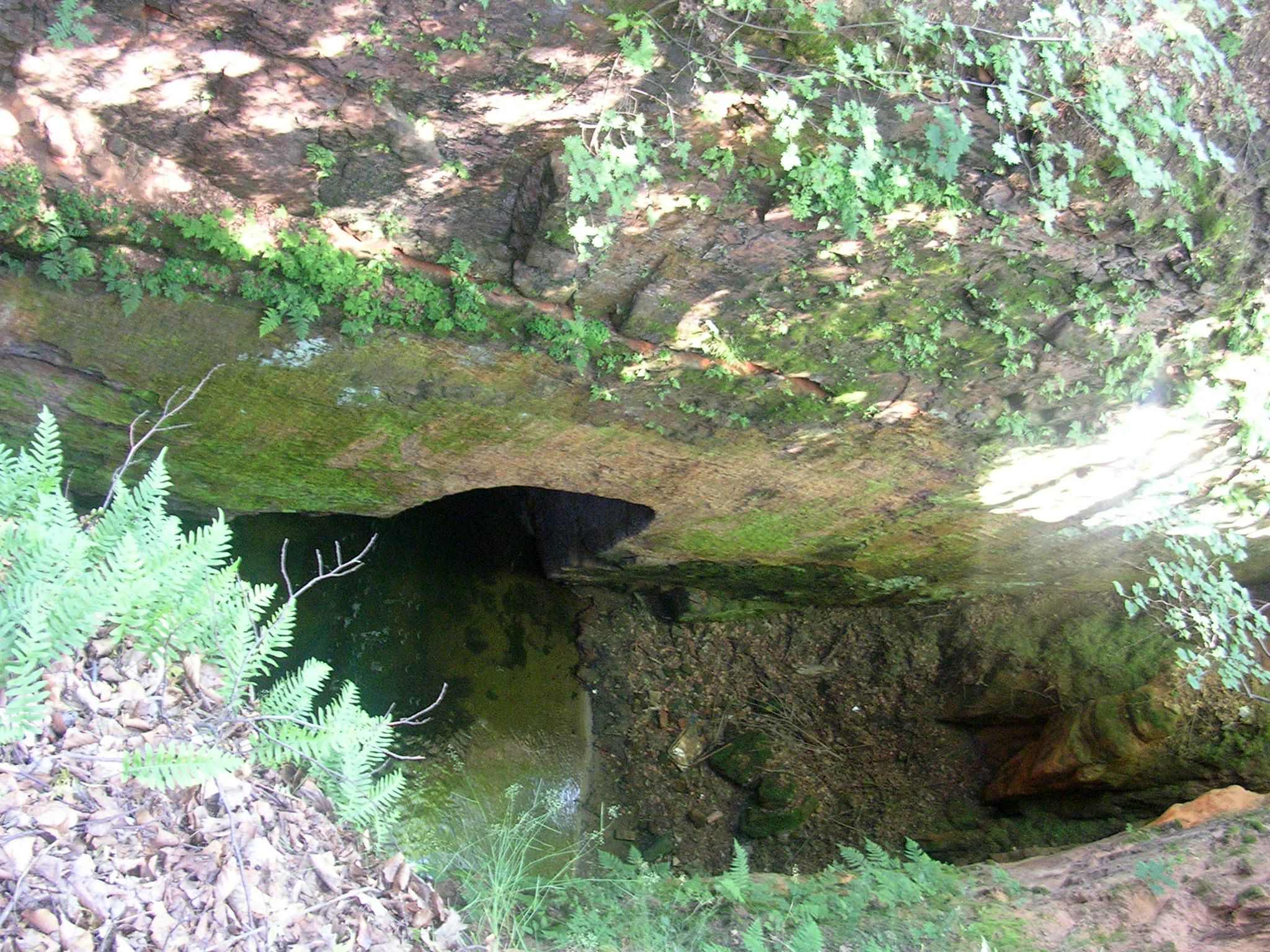
Lichtschacht